# ヘルツの接触応力
ヘルツの接触応力（ヘルツのせっしょくおうりょく）は、球面と球面、円柱面と円柱面、任意の曲面と曲面などの弾性接触部分に掛かる応力あるいは圧力のことである。1881年にハインリヒ・ヘルツが、理論的に解析して半無限体に分布荷重を受けるケースの結果を利用して接触応力に関する式を導いたことからこのように呼ばれている。歯車の接触に関する計算などにも使用されている。接触面の摩擦を考慮せず、接触面の圧力分布を仮定している点が特徴である。本項では、球面と球面の接触について記述する。
2つの弾性の球の半径をR1, R2、縦弾性係数（ヤング率）をE1, E2、ポアソン比をν1, ν2とする。2つの球の接近量をδとすると、接触力Pは以下の式で表される：
{\displaystyle P={\frac {4}{3}}{E^{*}}{R^{*}}^{\frac {1}{2}}\delta ^{\frac {3}{2}}.}
ただしR*は換算半径、E*は換算ヤング率であり、それぞれ次式で定義される：
{\displaystyle R^{*}=\left({\frac {1}{R_{1}}}+{\frac {1}{R_{2}}}\right)^{-1},}
{\displaystyle E^{*}=\left({\frac {1-\nu _{1}^{2}}{E_{1}}}+{\frac {1-\nu _{2}^{2}}{E_{2}}}\right)^{-1}.}
また、最大接触圧力pmaxは、以下で表される：
{\displaystyle p_{\mathrm {max} }={\frac {3}{2\pi }}\left({\frac {4}{3}}{\frac {E^{*}}{R^{*}}}\right)^{\frac {2}{3}}P^{\frac {1}{3}}.}